# Florence von Gerkan
Florence von Gerkan (* 1960 in Hamburg) ist eine deutsche Kostümbildnerin und Professorin an der Universität der Künste Berlin.

## Leben
Florence von Gerkan wurde als Spross einer Familie von künstlerisch ambitionierten Wissenschaftlern in Hamburg geboren. Ihr Vater ist der Architekt Meinhard von Gerkan; verwandt ist sie mit Armin von Gerkan, Professor für griechische und römische Architektur; ihre Schwester Manon von Gerkan ist ein international bekanntes Model und Schmuckdesignerin in New York. Die Vorfahren ihres Vaters waren baltische Adelige. 
Florence von Gerkan studierte bei Professor Martin Rupprecht an der HdK Berlin Kostümbild.

## Werke
Die erste Anstellung nach dem Studium 1988 brachte sie als Hausassistentin für Kostümbild ans Thalia Theater in Hamburg. Später arbeitete sie hier für die Aufführungen Onkel Wanja und Die Wildente mit Jürgen Flimm (Regie) und Erich Wonder (Bühnenbild) zusammen. Anschließend arbeitete sie an der Schaubühne Berlin mit der Regisseurin Andrea Breth bei Hedda Gabler und Die Möwe zusammen. In Düsseldorf realisierte sie 1996 mit Wilfried Minks Die Fledermaus. 
An der Oper Zürich und der Wiener Staatsoper folgen Werke wie Alcina, Le nozze di Figaro, Don Giovanni, Così fan tutte, Haydns L’anima del filosofo, Franz Schuberts Alfonso und Estrella, Giuseppe Verdis La traviata und Offenbachs La Périchole. 
Mit dem italienischen Regisseur Cesare Lievi kam es an der Oper Zürich 1996 zur Uraufführung von Schlafes Bruder (von Willi). Bei dieser Umsetzung lernte Florence von Gerkan den Graubündner Film- und Opernregisseur Daniel Schmid kennen. Sie realisierten 1996 Linda di Chamounix und Il trovatore, das auch 2005 noch im Spielplan war, am Opernhaus in Zürich. Für Karol Szymanowskis König Roger am Staatstheater Stuttgart entwarf von Gerkan die Kostüme. An der Teatro alla Scala di Milano entwarf sie 2000 das Kostümbild für Bergs Wozzeck.
Im Jahr 2000 folgte auch erstmals ein Engagement im Festspielhaus Bayreuth beim Ring des Nibelungen von Richard Wagner unter Regisseur Jürgen Flimm. Im Herbst 2000 folgte das Kostümbild für Fidelio an der New Yorker Metropolitan Opera unter Dirigent Christoph von Dohnányi.
Mit dem deutschen Komponisten Heiner Goebbels erarbeitete Florence von Gerkan 2000 am Théâtre Vidy-Lausanne im schweizerischen Lausanne die Uraufführung des Stückes Hashirigaki und 2002 im Grand Théâtre de Genève eine Uraufführung mit dem Ensemble Modern.
Zeitgleich realisierte sie an der Wiener Staatsoper mit Jürgen Flimm und Erich Wonder die Uraufführung Die Riesen vom Steinfeld von Friedrich Cerhas und Peter Turrinis. Für die Aufführung von Händels Il trionfo del tempo e del disinganno 2002 an der Oper Zürich schuf sie die Kostüme.
2004 war Florence von Gerkan neben Regisseur Jürgen Flimm und Bühnenbildner Erich Wonder für das Kostümbild bei Siegfried und Walküre bei dem Ring des Nibelungen in Bayreuth zuständig.
Seit 2004 ist Florence von Gerkan Universitätsprofessorin für Kostüm an der Universität der Künste in Berlin, ehemals HdK-Hochschule der Künste Berlin.